# Katrin Zschau

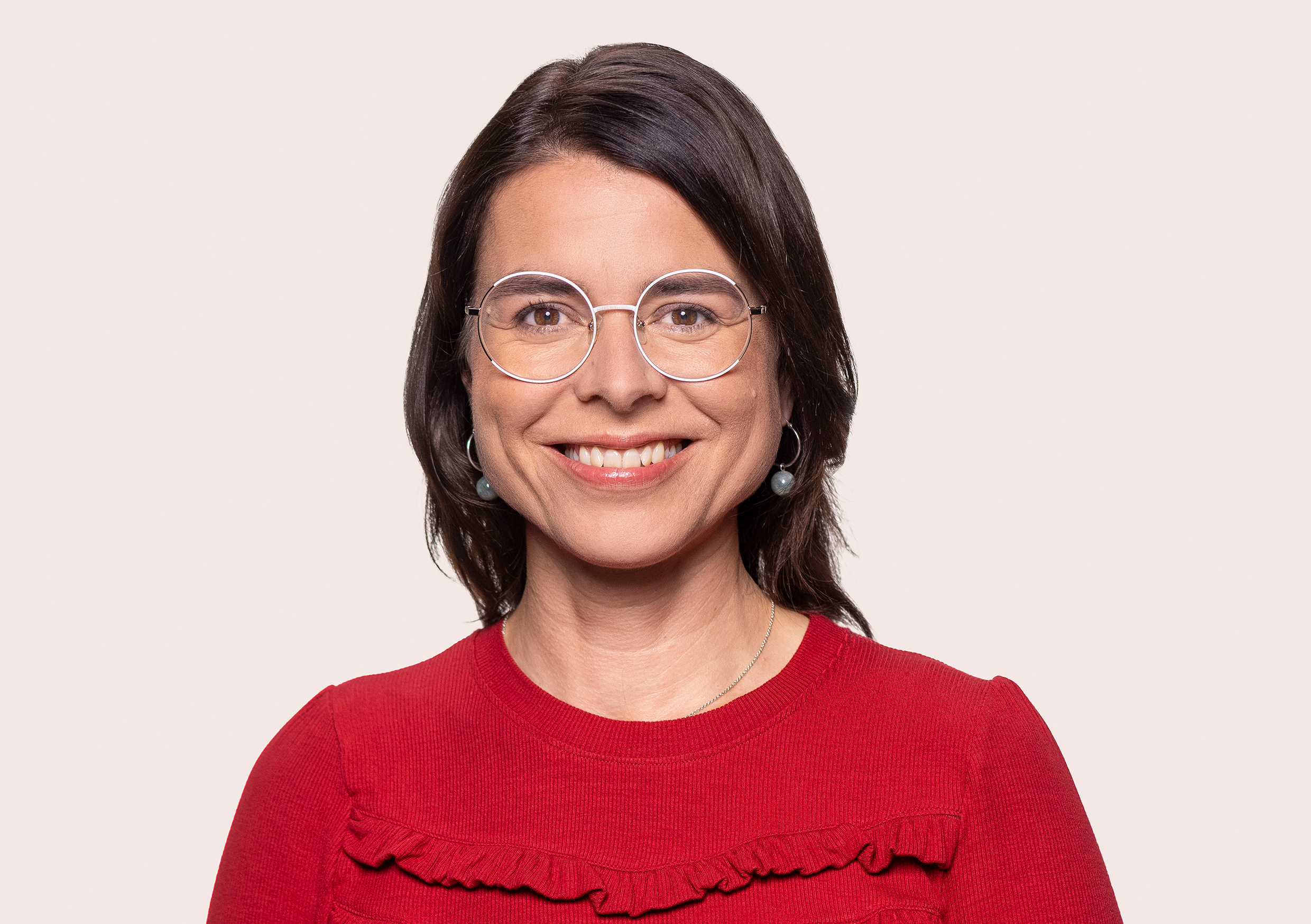
Katrin Zschau, 2021

Katrin Zschau (* 9. Juni 1976 in Greifswald) ist eine deutsche Politikerin der Sozialdemokratischen Partei Deutschlands (SPD). Sie war von 2021 bis 2025 Mitglied des Deutschen Bundestages.

## Leben
Von 1983 bis zum Abitur im Jahr 1996 ging sie in Rostock zur Schule. Anschließend begann sie ein Studium der spanischen Philologie und Geschichte an der Universität Rostock, das sie jedoch nicht abschloss. Ab 1997 studierte sie Politik- und Verwaltungswissenschaften sowie Deutsche Sprache und Literatur. Dieses Studium schloss sie 2003 als Magistra Artium ab. Während ihrer Studienzeit arbeitete Katrin Zschau von 2000 bis 2002 als studentische Hilfskraft am Lehrstuhl für Internationale Politik an der Universität Rostock.
Von 2003 bis 2004 war sie als Mitarbeiterin und Beraterin im Projekt „Jugendberatungscafe“ beim Verein „Lunte“ in Rostock tätig. 2004 wechselte sie zum Deutschen Gewerkschaftsbund Nord, für den sie bis 2008 als Jugendbildungsreferentin arbeitete. Im Jahr 2008 absolvierte sie berufsbegleitende Fortbildungsseminare an der Fachhochschule für öffentliche Verwaltung, Polizei und Rechtspflege in Güstrow. Von 2009 bis 2010 war sie stellvertretende Leiterin und Beraterin im Projekt „Impuls M-V – Regionalstellen für Gleichstellung von Frauen und Männern am Arbeitsmarkt“ des Landesfrauenrates Mecklenburg-Vorpommern. Seit 2010 arbeitete sie als Referentin für kulturelle Kinder- und Jugendbildung beim Landesverband für populäre Musik- und Kreativwirtschaft Mecklenburg-Vorpommern. Seit 2018 absolviert Katrin Zschau eine berufsbegleitende Weiterbildung in den Fachrichtungen Politikwissenschaft und Rechtswissenschaft an der Fernuniversität Hagen.
Sie war Geschäftsführerin der Gewerkschaft Erziehung und Wissenschaft, Landesverband Mecklenburg-Vorpommern.
Katrin Zschau ist ledig und hat zwei Kinder. Sie wohnt in Rostock.

## Politik
Katrin Zschau trat im Jahr 2008 in die SPD ein.
Bei der Bundestagswahl 2021 trat sie für die SPD Mecklenburg-Vorpommern auf Platz 4 der Landesliste und im Bundestagswahlkreis Rostock – Landkreis Rostock II auch als Direktkandidatin an. Sie gewann im Wahlkreis mit 27,0 Prozent der Erststimmen (43.935 Stimmen) und verbesserte das Ergebnis der SPD gegenüber der letzten Bundestagswahl um neun Prozentpunkte. Katrin Zschau zog damit in den 20. Deutschen Bundestag ein.  Dort war sie seit dem 13. Dezember Mitglied und seit dem 13. März 2024 Vorsitzende des Ausschuss für Klimaschutz und Energie.
Bei der Bundestagswahl 2025 verfehlte sie den Einzug in den Deutschen Bundestag.

## Mitgliedschaften und Ehrenamt
- 1992–2004 „Jugend-, Sprach- und Begegnungszentrum“ e. V. (JSBZ)
- 2004–2009 Vorstandstätigkeit im Förderverein LOHRO e. V.
- 2004 Mitglied im Kulturausschuss der Bürgerschaft Rostock als sachkundige Einwohnerin (parteilos) der PDS-Fraktion
- 2004–2010 Vorstandsmitglied im Landesjugendring Mecklenburg-Vorpommern
- 2012–2014 Mitglied im Kulturausschuss der Bürgerschaft Rostock als sachkundige Einwohnerin der SPD-Fraktion
- seit 2014 Mitarbeit im Landesvorstand der Arbeitsgemeinschaft für Bildung (AfB) der SPD Mecklenburg-Vorpommern
- 2015–2020 ehrenamtliche Richterin am Arbeitsgericht Rostock
- seit 2010 Vorstandstätigkeit beim Landesverband für Populäre Musik- und Kreativwirtschaft (PopKW) mit dem Schwerpunkt Kulturelle Bildung
- seit 2010 Vorstandstätigkeit bei der KARO gAG in der Frieda 23